# Leptothorax nigriceps
Leptothorax nigriceps är en myrart som beskrevs av Mayr 1855. Leptothorax nigriceps ingår i släktet smalmyror, och familjen myror.

## Underarter
Arten delas in i följande underarter:
- L. n. nigriceps
- L. n. pyrenaeus